# Tamási Miklós (szerzetes)
Tamási Miklós (Fabri Miklós, Zsolna, 1681. február 1. – Lipótvár, 1737. augusztus 1.) Jézus-társasági áldozópap.

## Élete
1697. október 5-én lépett a rendbe, miután Nagyszombatban a bölcseletet és teológiát végezte, 20 évig volt szlovák hitszónok Lipótvárott. Nevét Thamassinak is írták.

## Munkái
- Vindiciae illibati Conceptus Mariani. Tyrnaviae, 1709
- Ancilla Domini a Servitute Peccati Vindicata. Uo. 1709